# 第36回日米大学野球選手権大会日本代表
第36回日米大学野球選手権大会日本代表（だい36かいにちべいだいがくやきゅうせんしゅけんたいかいにっぽんだいひょう）は、2007年7月4日から7月8日（いずれも現地時間）まで行われた日米大学野球選手権大会第36回大会に出場した日本選手団である。
2008年7月にチェコで開催された第4回世界大学野球選手権大会も見据えた2年計画が組まれており、監督・コーチ陣は両大会同じメンバーで臨むほか、選手構成も22人中3年生以下が14人となっている。
大会は日本が3勝2敗で米国を破り、米国で行われる大会で19回目にして初めての優勝を果たした。

## 日本チーム
No.は背番号。所属や学年は選出当時。
| 位置   | No. | 氏名       | 所属             | 学年 |
| ------ | --- | ---------- | ---------------- | ---- |
| 監督   | 50  | 河原井正雄 | 青山学院大学監督 |      |
| コーチ | 51  | 松岡憲次   | 立命館大学監督   |      |
| コーチ | 52  | 應武篤良   | 早稲田大学監督   |      |
| コーチ | 53  | 山路哲生   | 東北福祉大学監督 |      |
| 投手   | 11  | 巽真悟     | 近畿大学         | 3年  |
| 投手   | 16  | 根本朋久   | 横浜商科大学     | 4年  |
| 投手   | 17  | 大場翔太   | 東洋大学         | 4年  |
| 投手   | 18  | 榊原諒     | 関西国際大学     | 3年  |
| 投手   | 19  | 村松伸哉   | 國學院大學       | 1年  |
| 投手   | 20  | 斎藤佑樹   | 早稲田大学       | 1年  |
| 投手   | 21  | 海田智行   | 駒澤大学         | 2年  |
| 投手   | 28  | 加藤幹典   | 慶應義塾大学     | 4年  |
| 捕手   | 6   | 細山田武史 | 早稲田大学       | 3年  |
| 捕手   | 25  | 大野奨太   | 東洋大学         | 3年  |
| 内野手 | 1   | 小窪哲也   | 青山学院大学     | 4年  |
| 内野手 | 2   | 山崎憲晴   | 横浜商科大学     | 3年  |
| 内野手 | 3   | 森志朗     | 近畿大学         | 4年  |
| 内野手 | 4   | 上本博紀   | 早稲田大学       | 3年  |
| 内野手 | 5   | 中田亮二   | 亜細亜大学       | 2年  |
| 内野手 | 7   | 荻野貴司   | 関西学院大学     | 4年  |
| 内野手 | 26  | 和泉将太   | 法政大学         | 2年  |
| 内野手 | 27  | 仲澤広基   | 国際武道大学     | 3年  |
| 外野手 | 8   | 荒波翔     | 東海大学         | 4年  |
| 外野手 | 9   | 岩本貴裕   | 亜細亜大学       | 3年  |
| 外野手 | 10  | 田中幸長   | 早稲田大学       | 4年  |
| 外野手 | 24  | 松本啓二朗 | 早稲田大学       | 3年  |

## 試合結果
（日付はいずれも現地）
- 第1戦（7月4日、ダーラム）　日本2－7米国　●大場、海田、巽－細山田
- 第2戦（7月5日、カナポリス）日本3－2米国　○加藤、村松－細山田
- 第3戦（7月6日、ダーラム）　日本2－1米国　○斎藤、海田、村松－細山田
- 第4戦（7月7日、ダーラム）　日本5－2米国　○大場－大野
- 第5戦（7月8日、ダーラム）　日本3－7米国　根本、榊原、巽、加藤、●斎藤、海田、村松－細山田

大会最高殊勲選手・・・村松伸哉（日本代表、國學院大學1年）
第3戦で斎藤が勝利投手となった。日本代表の1年生が勝利投手となったのは大会史上初めて。
最高殊勲選手に村松が選ばれたが、これも日本の1年生選手としては大会史上初めて。